# Patulibacteraceae
Patulibacteraceae es una familia de bacterias grampositivas del orden Solirubrobacterales. Contiene un solo género: Patulibacter. Fue descrito en el año 2006. Su etimología hace referencia a bacteria con crecimiento extendido. Son bacterias aerobias y de movilidad variable. Se han aislado de suelos. 

## Taxonomía
Actualmente contiene 5 especies descritas:
- Patulibacter americanus
- Patulibacter brassicae
- Patulibacter ginsengiterrae
- Patulibacter medicamentivorans
- Patulibacter minatonensis